# Коджаелі
Коджаелі (тур. Kocaeli) — провінція в Туреччині, розташована на північному заході країни. З півдня територія провінції омивається водами Мармурового моря, з півночі водами Чорного моря. Столиця — місто Ізміт (населення 255 956 жителів відповідно до даних на 2008 рік).  
Населення провінції становить 1 206 085 жителів (дані на 2000 рік). Провінція складається з 8 районів. 
| Туреччина | Це незавершена стаття з географії Туреччини. Ви можете допомогти проєкту, виправивши або дописавши її. |